# Шпеник Отто Бартоломійович
Шпеник Отто Бартоломійович (14 липня 1938, Мукачево — 29 вересня 2020) — радянський та український фізик, директор Інституту електронної фізики (1992–2017), академік НАН України.

## Звання
- Іноземний член Угорської академії наук
- почесний громадянин міста Ужгород
- голова Закарпатського фізичного товариства
- Президент Закарпатського відділення Малої академії наук
- голова Закарпатської філії Федерації вчених України
- доктор фізико-математичних наук, професор
- член секції фізики Комітету з Державних премій України в галузі науки і техніки
- член Експертної ради ВАК України
- член бюро Відділення фізики і астрономії НАН України
- Соросівський професор
- лауреат Державної премії України в галузі науки і техніки
- член наукової ради «Фізика плазми» Російської академії наук
- член оргкомітетів та організатор багатьох республіканських та міжнародних наукових конференцій
- «Людина року ’97» міста Ужгород.

## Нагороди
- Заслужений діяч науки і техніки України (1994),
- лауреат Державної премії України в галузі науки і техніки (1995),
- премії НАН України ім. І. Пулюя (2003)

- Нагороджений орденом «За заслуги ІІІ ступеня» та почесним знаком «Винахідник СРСР»
- Подякою Президента України Л. Д. Кучми (1999 р.)
- Почесною грамотою Закарпатської обласної державної адміністрації (1997 р.)
- Почесною грамотою Закарпатської обласної ради (2000 р.)
- пам'ятною медаллю Дебреценського наукового центру Угорської АН
- пам'ятною медаллю ім. Лоняї Саболч-Сатмар-Березького наукового товариства Угорської АН (1998 р.)
- ювілейною медаллю інженерного факультету Мішкольцського університету (1998 р.).

## Біографія
У 1961 році закінчив фізико-математичний факультет Ужгородського державного університету та отримав кваліфікацію «фізик. Вчитель фізики». У 1964 закінчив аспірантуру при кафедрі оптики Ужгородського державного університету. У 1967 році в Ленінградському державному університеті захистив кандидатську дисертацію на тему «Збудження атомів при зіткненнях з моноенергетичними електронами». У 1975 році в Інституті фізики АН України захистив докторську дисертацію на тему «Дослідження процесів збудження при зіткненнях повільних електронів та іонів з атомами».
Один із ветеранів кафедри оптики, квантової електроніки та Проблемної науково-дослідної лабораторії фізики електронних зіткнень УжДУ, активний учасник створення Ужгородського відділення Інституту ядерних досліджень АН України та відділу іонних процесів, чимало зусиль доклав по будівництву лабораторного корпусу та створенню передумов для відкриття першого на Закарпатті академічного інституту — Інституту електронної фізики НАН України; перший його директор. Один із продовжувачів ужгородської наукової школи з фізики електронних зіткнень. Серед його учнів 15 кандидатів та 2 докторів наук.
Галузі наукових інтересів: експериментальна атомна фізика, оптика, фізика електронних і атомних зіткнень, фізична електроніка, взаємодія електронів з поверхнею твердого тіла, елементарні процеси у верхніх шарах атмосфери Землі і планет.
Має 320 друкованих праць та 8 авторських свідоцтв на винаходи.
Співавтор декількох монографій.
Помер 29 вересня 2020 року у віці 82 роки від ускладнення, викликаного коронавірусним захворюванням COVID-19.

## Джерело
- Шпеник